# Sermitsiaq (czasopismo)
Sermitsiaq – czasopismo grenlandzkie, czołowe na rynku w I połowie XXI wieku, którego nazwa pochodzi od góry Sermitsiaq w południowo-wschodniej Grenlandii. 
Gazeta została opublikowana po raz pierwszy 21 maja 1958 jako grenlandzka odmiana duńskiego czasopisma „Mikken“. Oba magazyny były drukowane oddzielnie – „Mikken“ w soboty a „Sermitsiaq“ w poniedziałki. Taki sposób utrzymał się przez 6 miesięcy, do czasu kiedy 22 listopada tego samego roku "Mikken" został wydany po raz ostatni.
Przed rokiem 1980 Sermitsiaq uznawano za gazetę lokalną dla Nuuk. Kiedy Grenlandia uzyskała autonomię, status czasopisma zmienił się na typowo polityczny. W związku z tym zmieniono nakład gazety i odtąd miała ona zasięg ogólnokrajowy. Aktualnie czasopismo jest publikowane co tydzień w każdy piątek, natomiast wersja on-line jest codziennie aktualizowana. 
1 stycznia 2010 roku gazeta połączyła się z innym znanym czasopismem grenlandzkim – Atuagagdliutit/Grønlandsposten. Wydarzenie to sprawiło, że jest ono publikowane w dwóch językach – duńskim i grenlandzkim, już pod jedną nazwą "Sermitsiaq".